# Dalea nana
Dalea nana är en ärtväxtart som beskrevs av Asa Gray. Dalea nana ingår i släktet Dalea, och familjen ärtväxter.

## Underarter
Arten delas in i följande underarter:
- D. n. carnescens
- D. n. nana